# Дуранго (Ајова)
Дуранго (енгл. Durango) град је у америчкој савезној држави Ајова. По попису становништва из 2010. у њему је живело 22 становника.

## Демографија
Према попису становништва из 2010. у граду је живело 22 становника, што је -2 (-8.3%) становника више него 2000. године.
| Група             | 2000.       | 2010.       |
| Белци             | 24 (100.0%) | 22 (100.0%) |
| Афроамериканци    | 0 (0,0%)    | 0 (0,0%)    |
| Азијати           | 0 (0,0%)    | 0 (0,0%)    |
| Хиспаноамериканци | 0 (0,0%)    | 0 (0,0%)    |
| Укупно            | 24          | 22          |